# ペルジディーン・ゲンデン

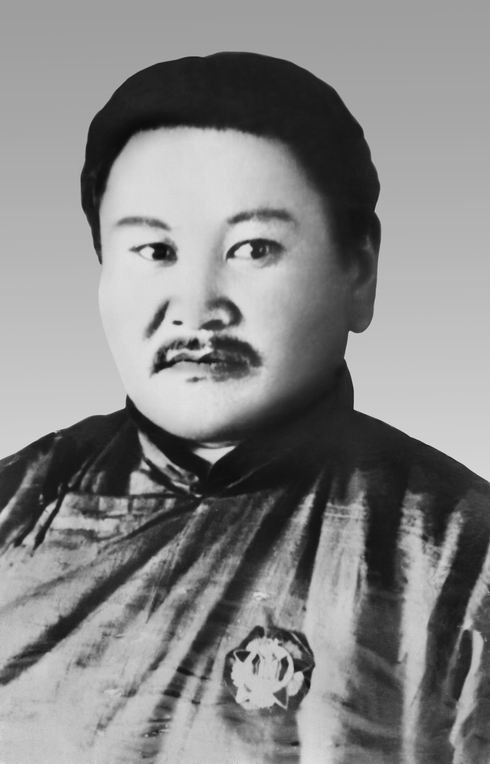
ペルジディーン・ゲンデン

ペルジディーン・ゲンデン（ゲンドゥン、モンゴル語: Пэлжидийн Гэндэн、1892年/1895年 - 1937年11月26日）は、モンゴル人民共和国の政治家。国家小会議幹部会議長（国家元首）、首相を歴任した。

## 経歴
ゲンデンは外モンゴル・ウブルハンガイ県に生まれた。極貧の牧民の女ペルジドの長男で、父は知られていない。
1924年11月29日、国家小会議幹部会議長に就任。1932年7月2日、首相に就任。ソ連との関係では、スターリンからのさまざまな圧力、すなわちラマ僧の一掃やソ蒙相互援助議定書の成文化などに抵抗した。そのため1936年3月に首相の座を追われる。翌4月から療養のためにソ連に向うが、翌1937年夏に滞在先のクリミアの温泉地フォロスで逮捕されて11月26日に反動主義者・日帝のスパイなどの罪でモスクワにて処刑された。ソ連においては1956年に名誉回復されたが、モンゴルにおける名誉回復は民主化される1990年を待たなければならなかった。
彼は、スターリンがモンゴルにおいて1934年 - 1939年に展開した大粛清被害のさきがけとなった最初の14人のひとりに数えられている。

## 人物
ゲンデンはマルクス・レーニン主義とともに仏教を強く信奉しており、1924年には「世界で最も優れた知性を持つ者」としてウラジーミル・レーニンと釈迦の名を挙げている。ゲンデンの思想は、ラマ僧に対する穏健な政策につながった。
酒癖が悪く、1935年には会食中にラマ僧の一掃を主張したスターリンに立腹して平手打ちを食らわせ、スターリンのトレードマークであるパイプを破壊したとされる。ゲンデンのこの逸話はモンゴル国内において今なお有名であり、ゲンデンを「スターリン・ソビエト社会帝国主義に対する抵抗者」として評価する際にしばしば引用されるエピソードとなっている。

## 家族
ゲンデンの娘G.ツェレンドゥラムは、1993年にウランバートル市内の自宅において政治弾圧犠牲者記念博物館を設立した。